# اچ.جی. گوتزمن

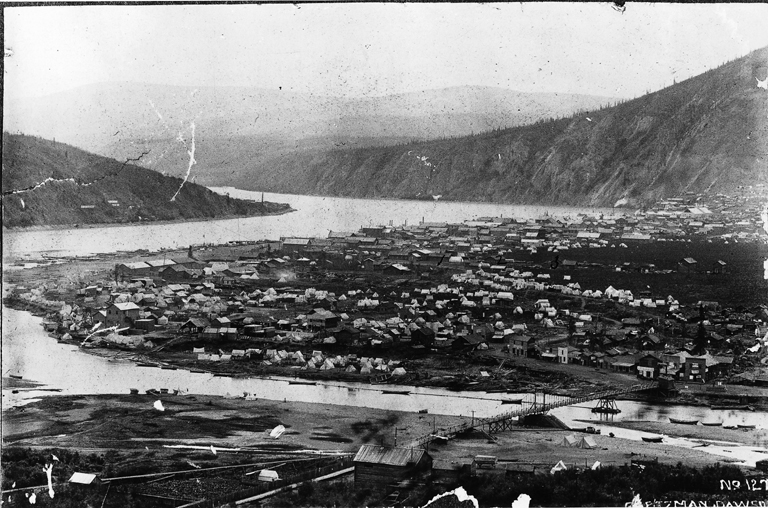
داسون سیتی و رودخانه کلوندایک حدوداً ۱۸۹۸

اچ. جی. گوتزمن (انگلیسی: H. J. Goetzman؛ زادهٔ ۱ ژانویهٔ ۱۸۶۴) یک عکاس آمریکایی بود که بیشتر به خاطر مستندسازی کلوندایک گولد راش شهرت داشت. گوتزمن در راچستر، نیویورک اقامت داشت و در اواخر قرن ۱۹ و اوایل قرن ۲۰ در داسون سیتی در قلمرو یوکان کانادا زندگی می‌کرد.
استودیویی که او در داسون سیتی تأسیس کرد از سال ۱۸۹۸ تا ۱۹۰۴ مشغول کار بود. همسر گوتزمن، مری دبلیو. و دخترش ادیت به او در اداره استودیو کمک می‌کردند. ادیت در مدرسه علوم دینی اسنل در کالیفرنیا شرکت کرد و مری گوتزمن نامه‌های او را در مورد درخت توس فرستاد.
آثار او توسط اربیس کسکید الاینس گردآوری شده است.